# Con Boutsianis
Con Boutsianis (né le 27 décembre 1971) est un footballeur australien, ancien international ayant joué 4 matchs avec son pays. 
Ayant mis sa carrière entre parenthèses, il se consacre en ce moment à son autobiographie.